# 黑马 (歌曲)
〈黑馬〉（英語："Dark Horse"）是美國歌手凱蒂·佩芮主唱，美國饒舌歌手裘西·J客串的一首歌曲，收录于第四張錄音室音樂專辑《超炫光》中。2013年9月17日，歌曲作為專辑的宣傳单曲在專輯發行前釋出。三个月后，于12月17日作为第三支正式单曲发行。两位艺人与制作人马克斯·马丁、西库特和卢克博士以及莎拉·哈德森共同创作了这首歌曲。歌曲的构思来自佩里和哈德森在佩里家乡加利福尼亚圣巴巴拉的一次创作会议，后来邀请了裘西·J参与创作一段说唱。
〈黑馬〉融合了陷阱、嘻哈、流行说唱和electropop的元素，被形容为“南部说唱与电子舞曲的混合体”。该曲采用了极简的制作风格，佩里的声音展现出“诱惑”和“成熟”的调性，而裘西·J则在歌曲的开头和说唱桥段中献声。佩里在采访中表示，她希望这首歌带有一种“神秘、施咒般的黑魔法感觉”，所以她从一个女巫的角度来写这首歌，警告一个男人不要爱上她，因为如果他这样做了，她将成为他的最后一任恋人。
〈黑馬〉取得了商业上的成功，在加拿大、荷兰、波兰和美国的排行榜上名列第一。它还在近20个国家进入前十名，包括新西兰、英国、瑞典和委内瑞拉等。《公告牌》认为〈黑馬〉帮助陷阱音乐在排行榜上占据了一席之地。〈黑馬〉在第57届格莱美奖上获得了最佳流行组合/团体表演提名，并在2014年全美音乐奖上获得年度单曲奖。

## 制作与发行
佩里和词曲作家莎拉·哈德森在佩里的家乡加利福尼亚州圣巴巴拉以1996年电影《魔女遊戲》为灵感创作了歌曲的初版。佩里称歌曲将一种“城市类型嘻哈风味的背景原声”融合进了流行音樂，是一种“大杂烩”（juxtaposition）；而歌曲的歌词“怪奇而黑暗”，以“女巫警告男人不要爱上她”这一视角创作。佩里接着让制作人卢克博士去联系他Kemosabe唱片旗下的嘻哈歌手裘西·J参与歌曲的客串。裘西·J称赞佩里有着“很专业的”工作伦理，很大程度地参与了歌曲的开发。他表示：“我在那首歌中做的那段歌词，她在唱。她真的很有才华，她站在混音台旁边，告诉工作人员该加入什么，删去什么。她对她的音乐非常投入，她真的懂音乐。”
〈黑馬〉在马里布的Luke's in the Boo录音室、好莱坞的康威录音室、圣巴巴拉的Playback录音室、蒙特西托的Secret Garden录音室以及瑞典斯德哥尔摩的MXM录音室进行混制和工程。歌曲由彼得·卡尔松（Peter Carlsson）、麦克“疯狂麦克”·福斯特（Mike "Crazy Mike" Foster）、克林特·吉布斯（Clint Gibbs）、山姆·霍兰（Sam Holland）和迈克尔·伊尔伯特（Michael Ilbert）负责工程制作。他们得到了埃里克·艾兰兹（Eric Eylands）、瑞秋·芬德伦（Rachael Findlen）、贾斯廷·福克斯（Justin Fox）、埃利奥特·拉纳姆（Elliot Lanam）和科里·比斯（Cory Bice）的协助。混音由谢尔班·赫内亚完成，约翰·汉斯（John Hanes）负责混音工程。所有的乐器演奏和编程工作由卢克博士、马克斯·马丁和西库特完成。
在2013年8月20日的一场新闻发布会，百事可樂宣布将与佩里合作宣传她的第4张录音室专辑。该品牌在其Twitter上开展了“tweet-to-unlock”（发推以解锁）活动，鼓励粉丝发布带#KATYNOW 标签的推文以获得歌曲的标题和歌词。此次活动中选择了〈在空中漫步〉和〈黑馬〉两首歌曲。样本公布后，粉丝们可以投票选择哪一首歌希望提前在数字零售平台上发布。最终的获胜歌曲是〈黑馬〉，于2013年9月17日在iTunes Store发行。由于商业成功，歌曲在2013年12月17日被派往當代流行電台和节奏电台作为《超炫光》的第3张单曲发行。

## 作曲
〈黑馬〉是一首陷阱、嘻哈、流行说唱和electropop歌曲，结合了“南部嘻哈-科技舞曲”，总时长为3分35秒。音乐上，歌曲的主歌部分有着冰冷的节奏，并通过“chopped and screwed”音频样本制作完成。副歌部分中，佩里人声则以渐强的方式处理。〈黑馬〉的制作较为简单。MSN娱乐的凯西·扬多利（Kathy Iandoli）认为，歌曲包含了“迷幻流行”、電子舞曲和dubstep的混合元素。根据Musicnotes.com的乐谱，〈黑馬〉以降B♭小调创作，其和弦进程为G♭ – D♭ – B♭m – B♭m/A♭。佩里在歌曲中的音域介于B♭3和D♭5。歌曲的拍速为每分钟132拍，以典型的陷阱音乐的半拍风格呈现。《温尼伯自由報》的一名编辑认为歌曲出乎意料、非同寻常且势不可挡，并称其“就像混有雙彈夾樂團歌曲〈Grindin'〉的朴素版〈外星品種〉，同时涉猎了阴沉且接近庸俗的陷阱流行”。

## 商业表现

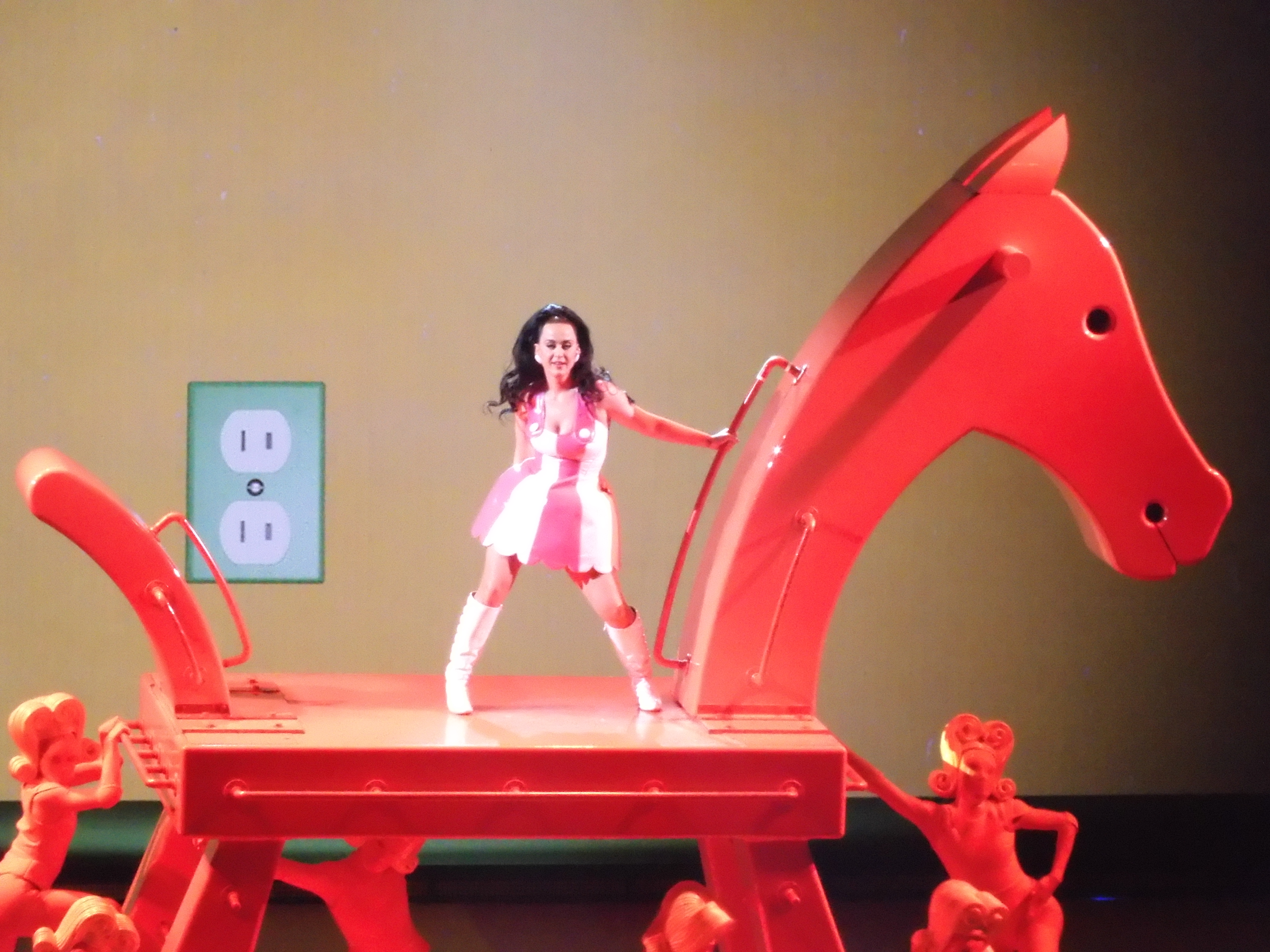
佩里在駐唱演出玩樂中表演〈黑馬〉

〈黑馬〉首周以194,000次数字下载在《告示牌》百大單曲榜空降第17位，在Hot Digital Songs则空降第4。在歌曲作为单曲发行后几周，歌曲排位逐渐上升。最终在2014年2月8日成功在美国夺冠，并最终在冠军位置停留了连续的四周。这成为佩里的第9张冠军单曲和裘西·J的首张冠军单曲。歌曲在前10停留了22周，共在榜57周，成为佩里在前10周数最多的歌曲，也是在榜周数最多的歌曲。除了在《公告牌》百强单曲榜（Hot 100）上取得成功外，〈黑馬〉在《公告牌》其他子榜单上的表现也非常出色。它在Mainstream Top 40上连续五周排名第一，使佩里获得了平纪录的第十一首冠军单曲；在Hot Dance Club Songs上，它成为佩里创纪录的第十三首连续冠军单曲；在Rhythmic上，它成为她的第二首冠军单曲，同时分别在Adult Pop Songs和Adult Contemporary上达到了第二名和第六名。截至2020年8月，歌曲全美销量已超过640万，并已获得美國唱片業協會的11白金认证。
在加拿大，〈黑馬〉空降Canadian Hot 100第8，并最终在该榜单夺冠2周，成为佩里第10张冠军单曲和裘西·J的首张冠军单曲，歌曲在该国已获得7白金认证。在新西兰，〈黑馬〉在新西兰官方音乐榜最高排第2，是佩里第12张进入前10的单曲，并被新西兰唱片音乐协会认证为双白金唱片。在澳大利亚，由于唱片公司的缘故，歌曲没有进入澳大利亚唱片业协会单曲榜，但在五十强数字歌曲榜最高排第5，并获得了澳大利亚唱片业协会8白金认证。〈黑馬〉在欧洲也取得了巨大成功。在英国，歌曲在英國單曲排行榜最高排第4，是佩里在当地第13首进入前10的歌曲。在爱尔兰和苏格兰则均最高排第3。此外，这首歌在荷兰、比利时（佛兰德）和波兰登顶榜首，同时在奥地利、挪威和瑞典排名第2，在比利时（瓦隆）、以色列、瑞士和捷克共和国排名第3，在意大利排名第5，在德国、法国和丹麦排名第6，在匈牙利排名第8，在西班牙排名第9。认证方面，歌曲在瑞典获得了四白金认证，在意大利和挪威获得了三白金认证，在英国和墨西哥获得了双白金认证，在德国获得了三金认证，在比利时获得了金唱片认证。根据國際唱片業協會的数据，〈黑馬〉2014年在全球已获得超过1,320万销售单元（包括实际销量和流媒体认证），是当年第二畅销的单曲。

## 音乐视频

### 背景与发行
在第56届格莱美奖颁奖典礼接受《告示牌》采访时，朱西·J表示歌曲的音乐视频将会很快拍摄。他亦将影片描述为“动作大片”，并称“我不能告诉你里面到底有什么，因为它绝对会令你大吃一惊，但我可以告诉你：你看过她的其它影片了，这个也一样会受欢迎的。她做的所有东西都可以评为A级”。
当〈黑马〉在美国《公告牌》Hot 100取得冠军时，佩里也宣布她正在拍摄音乐视频。2014年2月6日，佩里发推称视频“很快就来”。2月13日，佩里通过其YouTube的Vevo发布了预告片。在预告片中，佩里扮演一个名为“凯蒂·巴特拉”（Katy Pätra）的角色（取自古埃及皇后克娄巴特拉七世）2月20日，影片正式发行。
歌曲的音乐视频由马修·库伦执导。佩里的想法是将古埃及文化与田纳西州孟菲斯的嘻哈音乐结合起来：将视频设置在古埃及的孟菲斯，是为了向朱西·J的同名家乡致敬。谈到佩里的构思，库伦说：“当一名艺人想把几个概念融合在一起，创造出一些新鲜的东西时，这对我来说真是佳音。”

### 概要
开头揭示了故事发生在“非常久远的”埃及孟菲斯。开场时，佩里的角色凯蒂·巴特拉，即孟菲斯的女巫，身穿白色连衣裙和白蓝色假发，漂浮在夕阳下的一艘大驳船上，背景中可见金字塔和棕榈树。视频随后转到另一个场景，此时佩特拉穿着更长的裙子和黑色假发，坐在一把华丽的狮身人面像宝座上，法老们聚集在她身边，试图通过赠送昂贵的礼物（如一颗大钻石）来“赢得她的心”。
在取走第一个追求者的礼物后，巴特拉用手发射出一道魔法闪电，将那人变成了一堆沙子，然后将他的珠宝当作牙套戴在自己的牙齿上。另一个追求者送来糖果、杯子蛋糕、twinkie蛋糕和辣味奶酪泡芙。在她因吃辣味奶酪泡芙而烫到嘴后，她把这个追求者变成了一大杯水，然后把水喝掉。在一个场景中，巴特拉还以灰色雕像的形象出现，金色的蟒蛇和灰色的守护神像（如阿努比斯、荷鲁斯、尼斯洛和阿佩普）围绕在她周围。而在接下来蓝色背景的场景中，她穿着金色的连衣裙，几道金色的象形文字在她身边漂浮。
在说唱部分，裘西·J从一个金色的石棺中出现。巴特拉接受了一辆带有液压系统的埃及战车（她把相关的追求者变成了一组巨大的骰子挂在车架上），并拒绝了一个鳄鱼脸的追求者，把他变成了一个钱包。在最后的副歌部分，最后一个追求者送来了一座大金字塔，上面有一个粉色的顶石，巴特拉爬上了金字塔顶端。在那里，巴特拉化身为伊西斯，利用她的力量召唤出一场由粉色、紫色和紫罗兰色云朵组成的魔法“完美风暴”。虽然巴特拉看起来终于找到了她喜欢的礼物，但影片的最后一帧揭示她把最后一个追求者变成了一只长着人头的狗。

### 反响

#### 观看人数
2015年6月9日，〈黑马〉的音乐视频成为首个播放量达到10亿的由女性艺术家创作的Vevo音乐视频。佩里也成为首位在YouTube上拥有10亿观看次数的影片的女性。截至2024年8月，該片在YouTube上的观看次数已超过37亿，使其成为观看次数最多的影片第26名，并且是女艺人中观看次数第三多的音乐视频，仅次于佩里的另一首歌曲〈怒吼〉和夏奇拉的〈圣杯之役〉。

#### 批评与争议
这支音乐视频因挪用埃及文化的符号和图像而受到了一些批评。导演马修·卡伦辩护称，虽然他认为直接从现代文化中挪用元素而不加以改编是危险的，但古埃及是他所称的“共享集体神话”的一部分。他说：“最重要的是，当你创作一些东西时，实际上这是凯蒂和我共同努力做到的——你要为它带来新的视角。”埃及学家大卫·P·西尔弗曼赞扬了音乐视频对埃及图像的使用，以及它可能引发的观众兴趣，他说：“（埃及）一直是流行文化的一部分。这会让人们思考这些事情，其中一些人其实会开始学到很多东西。”
影片被一些阴谋论者认为与光照派的形象类似，但埃及学家罗伯特·K·里特纳否认了这些指控，称“关于光明会的许多讨论都是无稽之谈”，并且实际上，与光明会相关的共济会图像源自于埃及图像。
此外，音乐视频也得到了部分穆斯林群体的批评。一些人指控影片中戴着写着阿拉伯语“安拉”字样墜飾的男人被佩里的角色变成了沙子。一份在Change.org上发起的请愿书指责佩里“代表了真主的对立面”，并要求将该视频从YouTube上撤下。请愿书获得了超过65,000个签名。作为回应，该影片中的墜飾于2014年2月26日被数字化处理删除，之后请愿书被关闭。

## 曲目列表
- 数字下载 – 日本版[51]

1. "Dark Horse" (featuring TEE) – 3:35

- CD单曲[52]

1. "Dark Horse" – 3:35
2. "Dark Horse" (Johnson Somerset Remix) – 9:01

## 榜单
| 榜单（2013年-2014年）                             | 最高 排位 |
| ------------------------------------------------- | --------- |
| 澳大利亚（澳大利亚唱片业协会数字歌曲榜）          | 5         |
| 奥地利（Ö3四十强单曲榜）                          | 2         |
| 比利时佛兰德（Ultratop五十强单曲榜）              | 1         |
| 比利时瓦隆（Ultratop五十强单曲榜）                | 3         |
| 保加利亚（保加利亚音乐制作人协会单曲榜）          | 1         |
| 巴西（《公告牌》Brasil Hot 100）                  | 18        |
| 巴西（《公告牌》Brasil Hot Pop Songs）            | 4         |
| 加拿大（Canadian Hot 100）                        | 1         |
| 加拿大（《告示牌》Canada AC）                     | 7         |
| 加拿大（《告示牌》Canada CHR）                    | 1         |
| 加拿大（《告示牌》Canada Hot AC）                 | 2         |
| 独联体（Tophit独联体电台榜）                      | 32        |
| 捷克（電台百強單曲榜）                            | 2         |
| 捷克（百強數位單曲榜）                            | 4         |
| 丹麥（Hitlisten单曲榜）                           | 6         |
| 歐洲（《告示牌》Euro Digital Song Sales）         | 3         |
| 芬蘭（芬兰官方下载榜）                            | 5         |
| 法国（法國唱片出版業公會單曲榜）                  | 6         |
| 法国（法国唱片出版业公会电台榜）                  | 1         |
| 德国（德國官方單曲榜）                            | 6         |
| 希腊（《告示牌》Digital Songs）                   | 4         |
| 匈牙利（四十強單曲榜）                            | 8         |
| 匈牙利（四十强电台榜）                            | 27        |
| 愛爾蘭（愛爾蘭唱片音樂協會单曲榜）                | 3         |
| 以色列（媒体森林电台榜）                          | 4         |
| 意大利（意大利音乐产业联盟单曲榜）                | 5         |
| 日本（Japan Hot 100）                             | 91        |
| 黎巴嫩（黎巴嫩官方二十强单曲榜）                  | 14        |
| 盧森堡（《告示牌》Luxembourg Digital Song Sales） | 1         |
| 荷兰（荷蘭四十強單曲榜）                          | 1         |
| 荷兰（百强单曲榜）                                | 1         |
| 新西兰（新西兰唱片音乐协会单曲榜）                | 2         |
| 挪威（世道單曲榜）                                | 2         |
| 波蘭（波蘭百大電台榜）                            | 1         |
| 葡萄牙（《告示牌》Portugal Digital Songs）        | 10        |
| 罗马尼亚（罗马尼亚百强电台榜）                    | 3         |
| 羅馬尼亞（羅馬尼亞電視電台榜）                    | 1         |
| 俄罗斯（TopHit俄罗斯电台榜）                      | 26        |
| 蘇格蘭（官方榜单公司單曲榜）                      | 3         |
| 斯洛伐克（電台百強單曲榜）                        | 16        |
| 斯洛伐克（百強數位單曲榜）                        | 11        |
| 斯洛文尼亚（斯洛文尼亚五十大单曲榜）              | 24        |
| 南非（非洲娛樂監測单曲榜）                        | 5         |
| 西班牙（西班牙音樂製作協會）                      | 9         |
| 瑞典（瑞典最熱榜）                                | 2         |
| 瑞士（瑞士热门音乐榜）                            | 4         |
| 土耳其（土耳其二十强冠军榜）                      | 5         |
| 乌克兰（TopHit乌克兰电台榜）                      | 45        |
| 英國（官方榜单公司單曲榜）                        | 4         |
| 美国（《告示牌》百大單曲榜）                      | 1         |
| 美國（《告示牌》成人當代單曲榜）                  | 6         |
| 美國（《告示牌》Adult Pop Airplay）               | 2         |
| 美國（《告示牌》Dance Club Songs）                | 1         |
| 美國（《告示牌》Dance/Mix Show Airplay）          | 2         |
| 美國（《告示牌》Latin Pop Airplay）               | 16        |
| 美國（《告示牌》Pop Airplay）                     | 1         |
| 美國（《告示牌》R&B/Hip-Hop Airplay）             | 12        |
| 美國（《告示牌》Rhythmic Songs）                  | 1         |
| 委内瑞拉（唱片报告委内瑞拉流行摇滚榜）            | 2         |

| 榜单（2022年）               | 最高 排位 |
| ---------------------------- | --------- |
| 全球（Billboard Global 200） | 147       |

| 榜单（2014年）               | 最高 排位 |
| ---------------------------- | --------- |
| 俄罗斯（Tophit俄罗斯电台榜） | 33        |
| 乌克兰（TopHit乌克兰电台榜） | 65        |

| 榜单（2013年）                         | 排位 |
| -------------------------------------- | ---- |
| 澳大利亚（澳大利亚唱片业协会流媒体榜） | 68   |
| 新西兰（新西兰唱片音乐协会单曲榜）     | 28   |

| 榜单（2014年）                           | 排位 |
| ---------------------------------------- | ---- |
| 澳大利亚（澳大利亚唱片业协会数字歌曲榜） | 53   |
| 奥地利（Ö3四十強音樂榜）                 | 16   |
| 比利时（Ultratop佛兰德五十强单曲榜）     | 10   |
| 比利时（Ultratop瓦隆五十强单曲榜）       | 15   |
| 巴西（克勞利廣播分析）                   | 41   |
| 加拿大（Canadian Hot 100）               | 6    |
| 独联体（TopHit）                         | 60   |
| 丹麦（Tracklisten）                      | 16   |
| 法国（法国唱片出版业公会单曲榜）         | 30   |
| 德国（官方德国榜单单曲榜）               | 11   |
| 匈牙利（四十强单曲榜）                   | 35   |
| 以色列（媒体森林）                       | 34   |
| 意大利（意大利音乐产业联盟单曲榜）       | 17   |
| 荷兰（荷兰四十强音乐榜）                 | 10   |
| 荷兰（荷兰百强单曲榜）                   | 26   |
| 新西兰（新西兰唱片音乐协会单曲榜）       | 31   |
| 波兰（波兰音像制品协会单曲榜）           | 26   |
| 罗马尼亚（百强电台榜）                   | 19   |
| 俄罗斯（Tophit俄罗斯电台榜）             | 50   |
| 西班牙（西班牙音乐制作协会单曲榜）       | 41   |
| 瑞典（瑞典最热榜）                       | 16   |
| 瑞士（瑞士热门音乐榜）                   | 17   |
| 乌克兰（TopHit乌克兰电台榜）             | 167  |
| 英国（官方榜单公司单曲榜）               | 20   |
| 美国（Billboard Hot 100）                | 2    |
| 美国（《公告牌》Adult Contemporary）     | 19   |
| 美国（《公告牌》Adult Top 40）           | 9    |
| 美国（《公告牌》Dance Club Songs）       | 8    |
| 美国（《公告牌》Dance/Mix Show Airplay） | 18   |
| 美国（《公告牌》Mainstream Top 40）      | 1    |
| 美国（《公告牌》Rhythmic）               | 5    |

| 榜单（2015年）               | 排位 |
| ---------------------------- | ---- |
| 独联体（TopHit）             | 111  |
| 俄罗斯（Tophit俄罗斯电台榜） | 104  |

| 榜单（2010年-2019年）     | 排位 |
| ------------------------- | ---- |
| 美国（Billboard Hot 100） | 26   |

| 榜单（1958年-2018年）             | 排位 |
| --------------------------------- | ---- |
| 美国（Billboard Hot 100）         | 106  |
| 美国（Billboard Hot 100）（女性） | 33   |

## 认证与销量
| 地區                                                     | 认证     | 认证单位/销量 |
| -------------------------------------------------------- | -------- | ------------- |
| 澳大利亚（澳大利亚唱片业协会）                           | 11× 白金 | 770,000‡      |
| 奥地利（國際唱片業協會奧地利分會）                       | 2× 白金  | 60,000*       |
| 比利時（比利時娛樂協會）                                 | 金       | 15,000*       |
| 巴西（巴西唱片業協會）                                   | 8× 钻石  | 2,000,000‡    |
| 加拿大（加拿大音乐协会）                                 | 7× 白金  | 391,000       |
| 法国                                                     | —        | 75,000        |
| 德国（聯邦音樂產業協會）                                 | 3× 金    | 450,000‡      |
| 意大利（意大利音乐产业联盟）                             | 3× 白金  | 90,000*       |
| 墨西哥（墨西哥音像製品協會）                             | 2× 白金  | 120,000*      |
| 新西兰（新西兰唱片音乐协会）                             | 2× 白金  | 30,000*       |
| 挪威（國際唱片業協會挪威分会）                           | 5× 白金  | 300,000‡      |
| 葡萄牙（葡萄牙唱片業協會）                               | 金       | 10,000‡       |
| 西班牙（西班牙音樂製作協會）                             | 2× 白金  | 120,000‡      |
| 瑞典（瑞典唱片業協會）                                   | 4× 白金  | 160,000‡      |
| 英国（英国唱片业协会）                                   | 2× 白金  | 1,200,000‡    |
| 美国（美國唱片業協會）                                   | 11× 白金 | 6,400,000     |
| 流媒体                                                   |          |               |
| 丹麦（國際唱片業協會丹麥分會）                           | 2× 白金  | 5,200,000†    |
| 西班牙（西班牙音樂製作協會）                             | 白金     | 8,000,000†    |
| 總計                                                     |          |               |
| 全球                                                     | —        | 13,200,000    |
| *僅含認證的實際銷量 ‡僅含認證的+實際銷量 †僅含認證的銷量 |          |               |

## 发行历史
| 国家   | 日期           | 形式         | 厂牌 | 来源    |
| ------ | -------------- | ------------ | ---- | ------- |
| 多国   | 2013年9月17日  | 數位下載     | 国会 | [ 20 ]  |
| 美国   | 2013年12月17日 | 當代流行電台 | 国会 | [ 10 ]  |
| 美国   | 2013年12月17日 | 当代节奏电台 | 国会 | [ 11 ]  |
| 法国   | 2014年1月6日   | 电台播放     | 环球 | [ 171 ] |
| 意大利 | 2014年2月14日  | 电台播放     | 环球 | [ 172 ] |
| 德国   | 2014年2月28日  | CD           | 国会 | [ 52 ]  |
| 美国   | 2014年3月11日  | 当代城市电台 | 国会 | [ 173 ] |
| 美国   | 2015年9月4日   | 数字下载     | 国会 | [ 174 ] |

## 注解
1. ↑  作为宣传单曲发行。